# Edward Leemans
Edward „Ward“ Leemans (* 26. April 1926; † 2. August 1998) war ein belgischer Soziologe, Hochschullehrer, Politiker der Christelijke Volkspartij (CVP) sowie Präsident des Senats.

## Biografie
Leemans studierte Soziologie an der damals noch zweisprachigen Katholischen Universität Löwen. Dort nahm er später auch den Ruf als Professor für Soziologie an.
Die Universität Löwen hatte sich zum damaligen Zeitpunkt zu der mit Abstand größten Universität in Belgien entwickelt, und die hohen Einschreibungszahlen verursachten Raumnot. Am 9. April 1965 wurden einige wenige Lehrangebote nach Woluwe-Saint-Lambert/Sint-Lambrechts-Woluwe und Kortrijk ausgelagert. Aufgrund der aufgeheizten Stimmung in Löwen nahm im Dezember 1965 eine Kommission ihre Arbeit auf, die sich unter dem Vorsitz der Professoren Leemans und Xavier Aubert mit der Umstrukturierung der Universität befasste. Sie kam nach dreimonatiger Arbeit zu unterschiedlichen Ergebnissen: Während sich die französischsprachigen Mitglieder gegen eine Verlegung in die Wallonie aussprachen, wurde dies von den flämischen Mitgliedern befürwortet. Im Herbst 1968 wurde schließlich die Teilung in die Katholieke Universiteit Leuven und die Université catholique de Louvain beschlossen.
Leemans selbst setzte seine Lehrtätigkeit als Soziologieprofessor an der Katholieke Universiteit Leuven fort und gehörte 1974 dort auch zu den Mitgründern des Forschungsinstituts für Arbeit und Zusammenleben (Onderzoeksinstituut voor Arbeid en Samenleving).
Seine politische Laufbahn begann Leemans, ein gebürtiger Flame, der sozial engagiert und christlich inspiriert war, als Mitglied des Senats, in dem er die Interessen der Christen-Democratisch en Vlaams (CVP) vertrat. Zwischen dem 5. März 1980 und dem 8. November 1987 war er schließlich Senatspräsident (Senaatvoorzitter).
Am 2. Dezember 1983 wurde ihm zusammen mit einigen anderen verdienten Politikern der Ehrentitel Staatsminister (Minister van Staat) verliehen.